# 전사 (캐릭터 클래스)
전사(워리어)는 롤플레잉 게임에서 가장 흔히 찾아 볼 수 있는 캐릭터 클래스(또는 직업)이다. 이 클래스는 일반적으로 파이터(Fighter)라고 불리기도 한다. 전사는 기사(나이트)나 브루저(탱킹과 DPS 역할 동시 수행)와 동일시할 수도 있지만, 일부 게임에서의 기사는 방어와 지원 능력이 더 높은 별도의 클래스이다. 전사 캐릭터의 기술은 다양한 근접무기를 사용하며 힘과 육체적인 전투에 집중되어 있고, 동료들을 위해 탱킹(앞장서서 적의 이목을 집중시키고 데미지를 몰아 받는 일)하는 동안 생존 할 수 있는 능력에 특화되어 있다. 비디오 게임에서의 전사는 체력(HP)은 높지만 활동 범위가 매우 좁다. 이러한 단점의 상쇄를 돕기 위한 장치가 존재한다. 바로 잠재적으로 가장 강력한 무기와 방어구를 장비할 수 있다는 것이다. 하지만 단단한 중갑옷과 비싼 무기에 의존을 할 수밖에 없다는 이유로 전사 클래스는 장비를 관리하는 데 드는 비용이 보통 매우 높다. 일부 게임에서는 전사(또는 기사)가 기본적인 마법을 배울 수는 있지만 이 분야에서의 능력은 다소 제한적이다.

## 에버퀘스트 II
에버퀘스트 II에서의 파이터는 무리 내에서 앞장서서 전투에 임하고, 가장 큰 타격을 감수하는 근접 병과의 전형(아키타입)이다. 십자군, 싸움꾼, 전사가 이 클래스에 포함된다.

## 파이널 판타지
전사 또는 기사(나이트)가 파이널 판타지 시리즈의 다음 게임에 등장했다.
- 파이널 판타지 (전사, 기사)
- 파이널 판타지 III (전사, 기사)
- 파이널 판타지 V (기사)
- 파이널 판타지 X-2 (전사)
- 파이널 판타지 택틱스 (견습전사, 기사)
- 파이널 판타지 택틱스 어드밴스 (군인, 전사, 파이터)
- 파이널 판타지 XI (전사)

전사는 파이널 판타지 시리즈에서 가장 기본적인 캐릭터 아키타입 중 하나라고 설명할 수 있는 까닭에 수 많은 시리즈에 등장한 다수의 캐릭터의 특성이 매우 유사하다고 인식될 수 있다. 예시로 프리오닐(파이널 판타지 II), 클라우드 스트라이프(파이널 판타지 VII ), 스퀄 레온하트(파이널 판타지 VIII), 아델버트 스타이너(파이널 판타지 IX), 티다(파이널 판타지 X)가 있다.

## 던전 앤 드래곤
던전 앤 드래곤(이하 D&D)에서 파이터는 다재다능한 전사 클래스이다. 근거리 무기를 중심으로 기술과 전략, 전술을 이용해 전투에 임한다. 비슷한 캐릭터 클래스로는 성기사(팔라딘), 레인저, 야만인(바바리안), 카발리어(기병)가 있다.
파이터는 원래 D&D의 세 가지 클래스 중 하나였으며 "파이팅 맨"이라고 불렸다(다른 두 클래스는 마법 사용자와 성직자).
D&D 3판에서 파이터는 모든 짝수 레벨에 도달할 때마다 보너스 재주를 얻고, 레벨 20에 도달하면 동등한 레벨의 다른 어떠한 캐릭터 클래스보다 더 많은 재주를 얻게 된다.
이 클래스는 기사에서 도적에 이르기까지 다양한 직업을 아우른다.
D&D에도 "전사" 클래스가 존재하지만, 이는 파이터 클래스의 약화된 버전으로 플레이어가 아닌 비플레이어 캐릭터(NPC)를 위한 것이다. 마을 경비대가 이에 해당한다. 이는 파이터 캐릭터가 전사로 승급이 가능한 일부 게임들과 크게 비교되는 점이다.

## 드래곤 퀘스트 III
드래곤 퀘스트 III에는 "파이터"와 "전사" 클래스가 모두 등장한다. 전자는 D&D에 등장하는 수도사(몽크)와 유사한 무예 클래스이고, 후자는 다른 게임에서도 볼 수 있는 파이터나 전사와 동일하다. 

## 파이어 엠블렘
파이어 엠블렘 시리즈에서는 파이터와 전사가 모두 등장한다. 파이터는 무기로 도끼만을 사용하지만 전사로 승급하면 활을 사용할 수 있게 된다. 파이어 엠블렘 시리즈의 파이터와 전사에는 바아톨, 보이드, 가르시아 등의 캐릭터가 해당된다.
도끼를 주무기로 사용하는 파이터와 전사는 높은 힘과 체력, 중간 정도의 속도가 특징이며, 대부분 기술과 방어력이 상대적으로 떨어진다. 때문에 일반적으로 회피력이 높은 현자나 비숍과 같은 마법 사용자와 마찬가지로 빠르고 명중률이 높은, 검을 사용하는 적에게 쉬운 목표가 된다. 그러나 전사는 랜스 사용자를 상대로 유리하다. 파이어 엠블렘 무기 삼각도에 따르면 도끼 사용자가 랜스 사용자를 상대로 더 큰 피해를 줄 수 있기 때문이다. (같은 원리로 랜스 사용자는 검 사용자를 상대로 유리하다.)

## 기타 게임
전사는 아주 다양한 RPG에 등장한다.
- 건틀렛
- 검과 뱀
- 길드워
- 넷핵
- 디아블로
- 룬스케이프
- 리니지 2
- 마비노기
- 메이플스토리
- 미친 신의 영역
- 미토피아
- 사우스 파크 : 진실의 막대기
- 소울 시리즈
- 아발론 : 전설의 삶
- 아틀리에 시리즈
- 에버퀘스트
- 엘더 스크롤
- 테라: 라이징
- 포가튼 사가